# Éditions Garnier Frères
Pour les articles homonymes, voir Garnier.
Garnier Frères (ou « Garnier frères », « Librairie Garnier Frères ») est une ancienne maison d'édition et une librairie française fondée en 1833 à Paris, rachetées par les Presses de la Cité en 1983.
En 1979, la collection GF (Garnier-Flammarion) se sépare de Garnier et devient une marque du Groupe Flammarion.
Depuis 2000, la marque Garnier se perpétue à travers deux entités distinctes :
- les éditions Garnier, marque du groupe éditorial Rue des écoles ;
- la collection des Classiques Garnier, devenue une maison indépendante, dotée d'une librairie au même nom rue de la Sorbonne.

## Historique

### «Garnier, frères»: une réussite auXIXesiècle

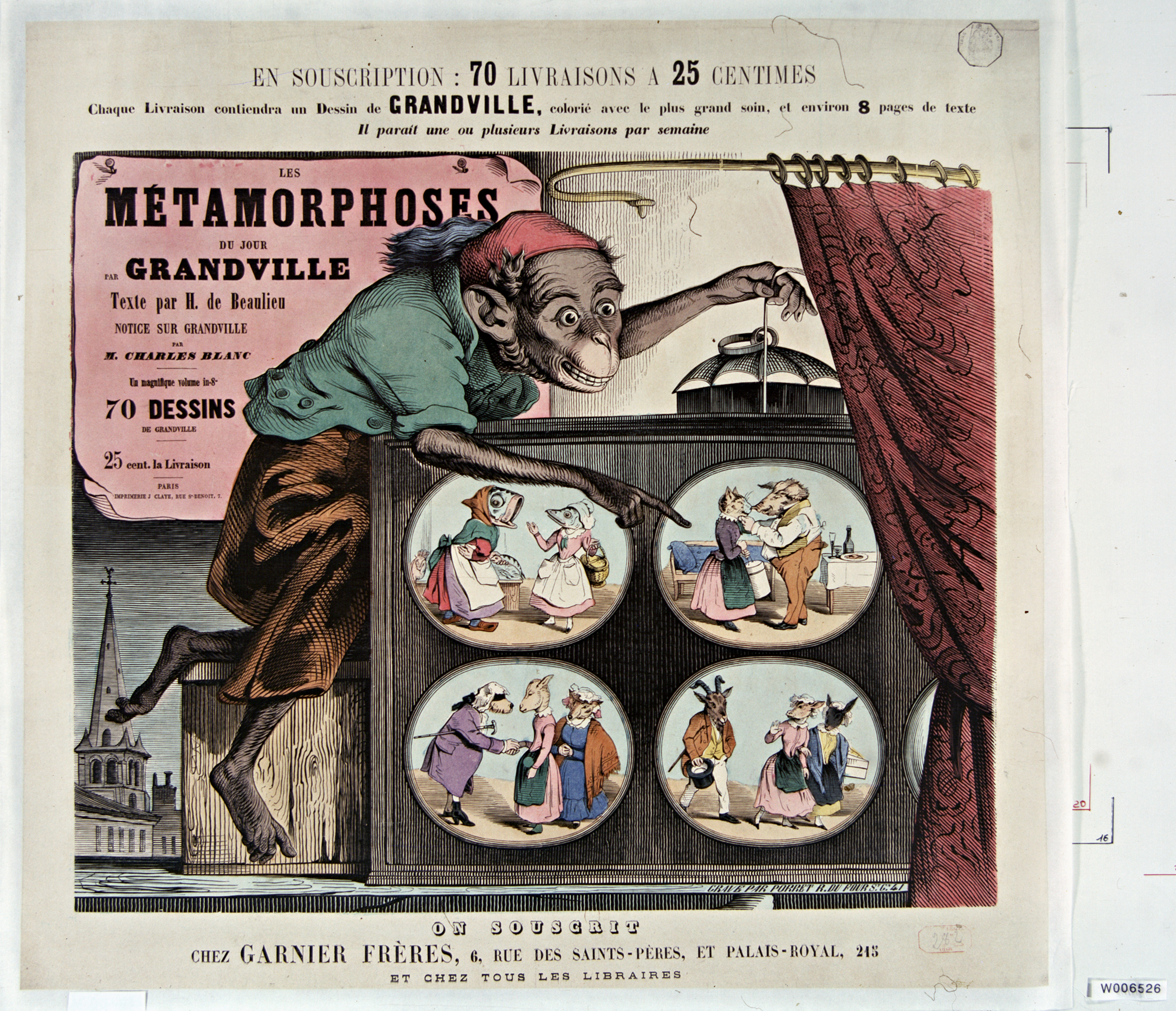
Affichette de lancement des Métamorphoses du jour (1868) par Grandville.

En 1833, les frères Auguste-Désiré (1812-1887), et François-Hippolyte Garnier (1815-1911), rejoints ultérieurement par leur aîné Pierre-Auguste  (1807-1899), puis par leur cadet Baptiste-Louis (1823 - mort à Rio en 1893), fondent leur maison d'édition à Paris. Originaires de Coutances (Manche), fils d'un couple de cultivateurs-éleveurs, Jean-Baptiste Garnier (1777-1828) et Madeleine-Cécile Lechevallier, ils vont bâtir l'une des plus grosses fortunes éditoriales du XIXe siècle. Après la mort de Hippolyte (1911), son patrimoine est évalué à 25 millions de francs-or, composé d'une cinquantaine d'immeubles parisiens dans le quartier du Montparnasse, où il laisse le nom à une impasse.
Au départ, les quatre frères pratiquaient le colportage d'imprimés en Normandie. Ils viennent tenter leur chance à Paris en 1828. Ils ouvrent leur boutique en 1833, et sont brevetés libraires en 1835 et 1838. Leur librairie est installée dans la galerie d'Orléans sous les arcades du Palais-Royal. Ils rachètent les fonds de Henri Delloye (1842), Jacques-Julien Dubochet (1848) et Salvat (1849), éditeurs des grands écrivains romantiques et des fonds classique de la célèbre maison d'édition fondée par André Joseph Panckoucke (1703-1753). Plus tard, après 1876, il acquièrent le fonds de l'abbé Migne.
En 1851, l'aîné, Pierre, est interdit de métier du fait qu'il édite des ouvrages considérés comme obscènes ou érotiques. Ses trois autres frères l'écartent alors de l'entreprise. Baptiste va fonder lui en 1858 la Livraria Garnier (pt) à Rio de Janeiro, ainsi qu'une librairie espagnole, « Garnier Hermanos », au 6 rue des Saints-Père — lieu qui deviendra ensuite le siège du groupe —, éditant des ouvrages en espagnol, et qui va prendre le monopôle de l'export du livre européen sur l'Amérique du Sud, et qui récupèrera le fonds prohibé de son frère Pierre. Sous le Second Empire, les Garnier emploient 70 personnes.
Ils publient le Dictionnaire national de Louis-Nicolas Bescherelle, d'abord avec Simon Éditeur, puis seuls. Ils se lient avec Sainte-Beuve, Musset, Gautier, Chateaubriand, Lamartine, George Sand, Vigny, dont ils éditent certaines œuvres.
En 1867, elles se lancent dans les ouvrages illustrés, avec l'édition des Contes drolatiques de Balzac, illustré par 424 dessins de Gustave Doré. En 1873, elles éditent les Œuvres de Rabelais, un texte collationné sur les éditions originales avec une vie de l’auteur, des notes et un glossaire par Louis Moland, avec des illustrations du même Gustave Doré, en deux volumes, comprenant 500 gravures dans le  texte et 80 gravures hors-texte.
La maison recrute énormément de graveurs, dont Ferdinand Delannoy, actif chez Garnier entre 1850 et 1886.
1893 est l'année du lancement des ouvrages Classiques Garnier (voir ci-dessous).

### «Garnier, frères» auXXesiècle
En 1904, est opéré le rachat des éditions H. Simonis Empis, spécialisé dans le beau livre illustré. La maison se lance dans l'édition d'ouvrages destinés à la jeunesse, à grand renfort d'illustrateurs comme Joaquín Xaudaró ou Robert Sallès.
Après juillet 1911, et la mort du dernier des fondateurs, c'est leur petit-neveu, le fils de l'aîné des Garnier, Pierre-Auguste (1885-1966), qui reprend en main la direction. Il passe ensuite les commandes à ses deux fils.
En juin 1964 est lancée, sous format poche, la « collection Garnier-Flammarion » (GF, voir ci-dessous), fondée par Jean Garnier (mort en 2010), le dernier des représentants de la famille des fondateurs. Le 6 janvier 1970, Les Infortunes de la vertu de Sade publié dans cette collection est frappé d'une interdiction de vente aux mineurs. En 1979, Garnier de retire de la collection qui devient GF.
Garnier dépose le bilan le 20 juin 1983.

## Les éditions Garnier auXXIesiècle
En 1983, la maison d'édition Garnier Frères est reprise par les Presses de la Cité, et Garnier devient un département Presses Pocket.
Fondé en 2000, le groupe indépendant Rue des Écoles / Miscellane reprend la marque « Éditions Garnier». Elles publient des éditions de référence en langue et littérature française comme Le Nouveau Littré (2005-2009). Les éditions Garnier ont également des partenariats, par exemple avec Le Monde (Les Rebelles, 2012 ; Les Petits Guides de la langue française, 2017) ou avec Le Figaro (La Bibliothèque de Jean d'Ormesson, 2009). Elles publient également en 2019 Le Dico, adapté du Wiktionnaire, en partenariat avec Wikimédia France.
La collection Classiques Garnier est devenue, elle, une maison indépendante.

### La collection Garnier-Flammarion (GF)

Logo de la collection Garnier-Flammarion.

Jean Garnier et Henri Flammarion décident de créer en 1964 une collection de poche appelée « Garnier-Flammarion ». Cette collection de poche se caractérise par son fonds très varié (philosophie, littérature classique ou contemporaine) et des ouvrages accompagnés d'un appareil critique et de notes explicatives. Cette dernière caractéristique a permis à la collection d'acquérir une certaine notoriété auprès du public lycéen et étudiant,.
En 1979, la collection « Garnier-Flammarion » devient « GF », cependant la mention « GF-Flammarion » est affichée jusqu'en 2006 sur les couvertures des ouvrages de la collection. La mention « Garnier » disparaît.
En 1995, Flammarion lance la sous-collection Étonnants Classiques pour les plus jeunes. La première version de la couverture de cette collection comporte la mention « GF-Flammarion » comme sa collection mère. Elle sera remplacée par le logo GF à partir de 2006 en même temps que la collection mère.
Avant le milieu des années 1990, la collection GF n'a pas de modèle unique de couverture, chaque ouvrage comporte une couverture particulière avec une typographie qui lui est propre. C'est vers 1996 que la collection acquiert une charte graphique unique. Chaque ouvrage comporte une image (photo, photomontage, dessin…) cernée par un cadre blanc et entourée d'un marquage dont la couleur varie selon le livre. Le titre de l'auteur et le nom de l'ouvrage sont écrits en Gill Sans par-dessus l'image, en noir ou blanc. Si nécessaire, la mention « Édition avec dossier » est placée dans une cartouche rouge au-dessus de l'image. La mention de la collection (GF-Flammarion jusqu'en 2006 puis le logo « GF » rouge) est apposée au bas de l'image.
En 1997, Flammarion lance la collection GF-Corpus, alors exclusivement consacrée aux thèmes philosophiques. Cette collection a pour vocation de réunir des extraits d'œuvres philosophique concernant un sujet en particulier (le droit, la liberté, le langage…). En 2001, Flammarion scinde la collection GF-Corpus en deux branches : GF-Corpus/Philosophie (le fonds principal) et GF-Corpus/Lettres (pour les concepts de théorie littéraire, comme L'Auteur, Le Tragique, Le Roman, etc.),. La collection s'aligne sur la charte graphique de la collection-mère GF en 2011.

### Sources
- Gustave Vapereau, Dictionnaire universel des contemporains, Hachette, 1858, p. 721, article « Garnier (Auguste et Hippolyte) » en ligne